# Переменная типа RV Тельца
Переменные типа RV Тельца — это пульсирующие желтые сверхгиганты высокой светимости спектрального класса F или G в максимуме блеска и спектрального типа K или M минимуме. По продолжительности их периодов они занимают промежуточное положение между классическими цефеидами и миридами. Их периоды заключены в пределах от 30 до 150 суток. Среди них есть две звезды достаточно яркие, чтобы их можно было наблюдать в бинокль: АС Геркулеса и R Щита.
Звёзды типа RV Тельца подразделяются на два типа:
- RVa: переменные RV Тельца, у которых средняя яркость не меняется
- RVb: переменные RV Тельца, у которых средняя яркость показывает периодические колебания, так что их максимумы и минимумы изменяются с периодом от 600 до 1500 дней.

Инфракрасные исследования показывают, что звёзды типа RV Тельца окружены околозвездной оболочкой из пыли, которые могут быть образованы ударными волнами пульсаций звезды. На основании этого можно предположить, что RVa и RVb звёзды это две группы звёзд, находящиеся на разной стадии развития. RVb звёзды могут находиться в активной фазе, в которой пылевые оболочки постоянно пополняются за счет образования пыли вблизи звезды. Пыль может быть рассеяна потоком газа, и в отсутствие свежего притока пыли звезда станет звездой типа RVa, с гораздо менее плотной оболочкой. Звёзды RVa типа могут иметь тонкие пылевые оболочки или области большой  концентрации пыли, расположенных на больших расстояниях от них.
Звёзды типа RV Тельца, вероятно,  находятся в стадии перехода от звёзд на асимптотической ветви гигантов (АВГ) — регион диаграммы Герцшпрунга-Расселла, заполненный эволюционирующими звездами малой и средней массы — к белым карликам. Многие из них, вероятно, станут планетарными туманностями. Другие, однако, могут развиваться так медленно, что их сброшенные оболочки могут рассеяться, прежде чем стать видимы в результате фотоионизации. Скорее всего, именно по этой причине звёзды этого типа не видны как протопланетарные туманности, которые так же находятся на пост-АВГ стадии эволюции. Так как переход от АВГ к белым карликам в теории звездной эволюции, не очень хорошо описан, то звёзды типа RV Тельца, вероятно, могут выступить в качестве потенциального моста через этот эволюционный пробел. Этот пост-АВГ этап эволюции звезд очень короток и длится всего несколько тысяч лет.

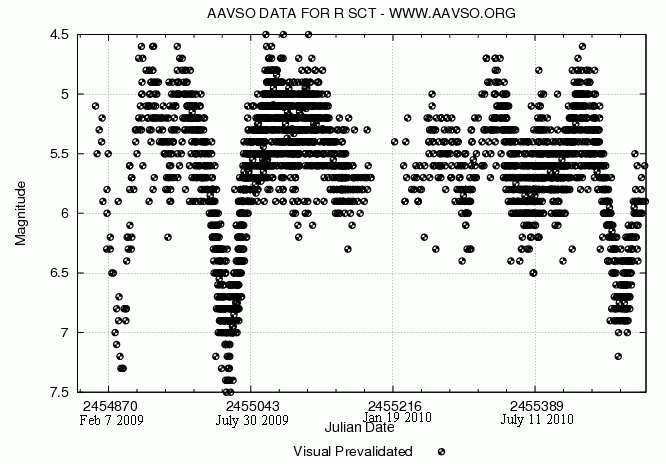
Кривая блеска R Щита в период с 1 января 2009 года по 24 ноября 2010 года. Нумерация дней — юлианская. Источник — AAVSO.

Весьма характерна кривая изменения блеска этих звезд. Она имеет два минимума различной глубины, первичный и вторичный, и два максимума разной высоты, главный и вторичный, лучевая скорость также переменна. При этом ход кривой лучевой скорости, определенной по линиям поглощения металлов, существенно отличается от хода кривой, выведенной из смещений эмиссионных спектральных линий водорода, что говорит о многослойности оболочки звезды. Таково поведение звезды АС Геркулеса, наиболее стабильной из звезд этого типа. Дело в том, что у многих звёзд типа RV Тельца наблюдаются сильные неправильности, почему весь тип часто относят к полуправильным переменным звёздам.
Одна из неправильностей состоит в переменности периодов, которые часто изменяются скачком. Вторая неправильность состоит во внезапном изменении формы кривой блеска: после нескольких вполне регулярных колебаний блеска первичный минимум становится менее глубоким, а вторичный углубляется. Их глубины выравниваются и на некоторое время наступает такая пора, в течение которой полный такт колебаний становится состоящим из двух полутактов, подобных друг другу. Через некоторое время происходит новое изменение, и кривая блеска восстанавливает свою прежнюю форму. Бывает и так, что первичный и  вторичный минимумы меняются ролями и вся переменность как бы смещается па половину периода. Иногда два различных отмеченных состояния звезды отделены промежутком времени, в течение которого звезда изменяет свой блеск совершенно неправильно.
Среди звёзд типа RV Тельца особо выделяется группа, наиболее характерным представителем которой является звезда DF Лебедя. Две другие звезды — R Стрелы и RV Тельца. У всех трёх звезд обнаружено сложное изменение лучевых скоростей. Быстрые изменения наложены на медленные. Если интерпретировать эти медленные изменения как пульсационные, то приходится допустить, что внешняя граница оболочки звезды отстоит от её центра на расстояние, сравнимое с радиусом орбиты Юпитера.
Прототип этих переменных — звезда RV Тельца, которая является переменной RVb типа и показывает изменения  яркости от 9,8m до 13,3m с периодом 78,7 дня.

## Дополнительная классификация
В 1963 году Престон и др. выполнили спектроскопические и фотометрические исследования звёзд типа RV Тельца в результате которого они были разделены на три различные группы на основе спектроскопических свойств, обозначенных буквами " А ", "B" и "C". Звезды класса А обычно включают в себя звёзды спектральных типов G или K, которые иногда могут показывать в спектре углеводородную группу CH и цианогруппу CN, а также показать присутствие оксида титана (TiO). B-звезды, как правило, богаты углеродом, со слабыми полосами поглощения металлов, и сильными полосами CH и CN между вторичным и первичным максимумами. Звезды класса С показывают слабые металлические линии в спектре и напоминают звёзды B-класса, но с отсутствием CH или CN групп. Считается, что звезды класса А более молодые и богатые металлами, чем класс C. В 1979 году Доусон подразделил звёзды A-типа на A1-звёзды, которые демонстрируют присутствие оксида титана вблизи минимума блеска, в то время как тип звёзды типа А2 нет.
С помощью инфракрасных исследований, было установлено, что звезды типа RV Тельца обладают околозвездной оболочкой из пыли, которая образуется во время пульсаций с помощью ударной волны.  В 1985 году Ллойд Эванс предположил, что, возможно, две группы звезд RVa и RVb не относятся к различным классом. RVb-звёзды могут просто находиться в активной фазе, в которой пылевая оболочка пополняется за счет образования пыли близко к звезде. Однако пыль может быть выметена звёздным ветром  и в отсутствии притока свежей пыли звезда поменяет свой класс на RVa, с гораздо менее плотной оболочкой. RVa-звёзды, по сути, имеют тонкие оболочки пыли или могут иметь плотную концентрацию пыли, но на больших расстояниях от звезды. В качестве альтернативы, можно предположить, что два класса просто отражают последовательность эволюции звёзд. Анализ данных со спутника IRAS показывает, что темп потери массы звёздами типа RV Тельца, по-видимому, значительно сокращается и вполне вероятно, что эти звезды только что прошли фазу быстрой потери массы, характерной для последней стадии асимптотической ветви гигантов и в настоящее время  больших выбросов пыли не происходит.

## Ярчайшие переменные
Известно более 100 переменных типа RV Тельца.  Самые яркие из них перечислены ниже.
| Название        | Максимальная звёздная величина | Минимальная звёздная величина | Период (дней) | Расстояние из расчёта период-светимость (пк) | Светимость L⊙ |
| --------------- | ------------------------------ | ----------------------------- | ------------- | -------------------------------------------- | ------------- |
| R Щита          | 4.9                            | 6.9                           | 140.2         | 750 ± 290                                    | 9400 ± 7100   |
| U Единорога     | 5.1                            | 7.1                           | 92.26         | 770 ± 280                                    | 3800 ± 2700   |
| AC Геркулеса    | 6.4                            | 8.7                           | 75.4619       | 1130 ± 390                                   | 2400 ± 1600   |
| V Лисички       | 8.1                            | 9.4                           | 75.72         |                                              |               |
| AR Стрелеца     | 8.1                            | 12.5                          | 87.87         |                                              |               |
| SS Близнецов    | 8.3                            | 9.7                           | 89.31         |                                              |               |
| R Стрелы        | 8.5                            | 10.5                          | 70.594        |                                              |               |
| AI Скорпиона    | 8.5                            | 11.7                          | 71.0          |                                              |               |
| TX Змееносца    | 8.8                            | 11.1                          | 135           |                                              |               |
| RV Тельца       | 8.8                            | 12.3                          | 76.698        | 2170 ± 720                                   | 3700 ± 2600   |
| UZ Змееносца    | 9.2                            | 11.8                          | 87.44         |                                              |               |
| TW Жирафа       | 9.4                            | 10.5                          | 85.6          | 3100 ± 1100                                  | 3700 ± 2600   |
| TT Змееносца    | 9.4                            | 11.2                          | 61.08         |                                              |               |
| UY Большого Пса | 9.8                            | 11.8                          | 113.9         | 8400 ± 3100                                  | 4500 ± 3300   |
| DF Лебедя       | 9.8                            | 14.2                          | 49.8080       |                                              |               |
| CT Ориона       | 9.9                            | 11.2                          | 135.52        |                                              |               |
| SU Близнецов    | 9.9                            | 12.2                          | 50.12         | 2110 ± 660                                   | 1200 ± 770    |

По другим оценкам расстояние до TW Жирафа может быть гораздо большим

R Щита может быть менее яркой, чем приведено в таблице. Она может испытывать тепловые пульсации, наблюдаемые в фазе гелиевого горения, а не быть пост-АВГ звездой